# Дельта Южного Треугольника
Delta Trianguli Australis (δ TrA, δ Trianguli Australis) — двойная звезда в созвездии Южного Треугольника. Основной компонент — жёлтый сверхгигант. Видимая звёздная величина +3.86 (видна невооружённым глазом).